# Моховик красный
Мохови́к кра́сный (лат. Hortibolétus rubéllus) — вид грибов, включённый в род Hortiboletus семейства болетовые (Boletaceae). До 2010-х годов не выделялся из состава рода моховик (Xerocomus).
Другие русские названия этого гриба:
- Моховик краснеющий
- Моховик красноватый
- Болет красный
- Боровик красный
- Боровик краснеющий

Научные синонимы:
- Boletus rubellus Krombh., 1836 basionym
- Suillus rubellus (Krombh.) Kuntze, 1898
- Leucobolites rubellus (Krombh.) Beck, 1923
- Tubiporus rubellus (Krombh.) Imai, 1968
- Xerocomellus rubellus Šutara, 2008
- Xerocomus rubellus (Krombh.) Quél., 1896

и др.

## Описание

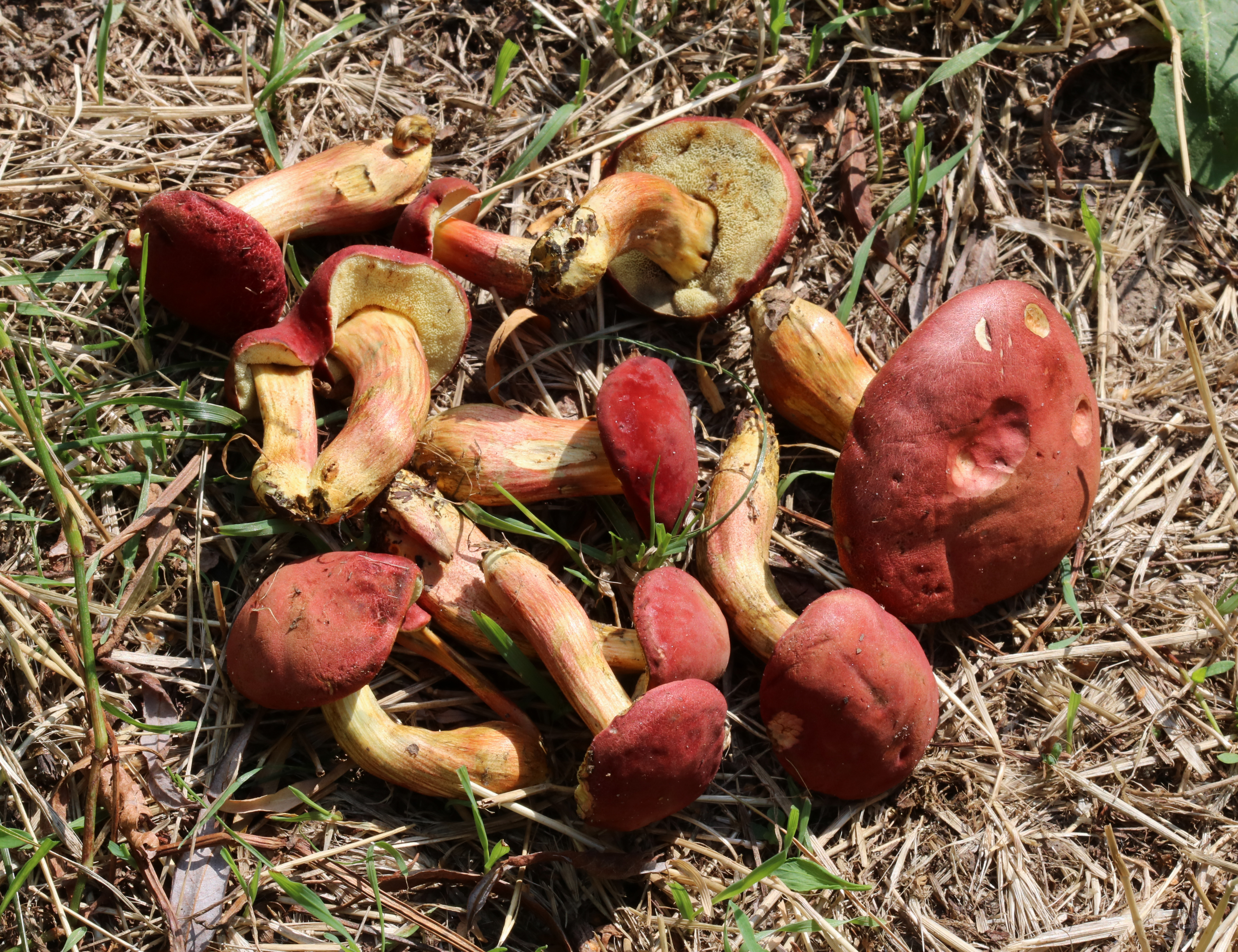
Моховики красные

Шляпка диаметром 2—5 см (до 8 см), вначале подушковидно-выпуклая, у зрелых грибов иногда расправляется. Цвет шляпки насыщенно-красный, часто с малиновым или коричневым оттенком, по краю иногда желтоватая. Кожица не снимается, вначале бархатисто-войлочная, у зрелых грибов бывает слегка трещиноватая.
Гименофор (трубчатый слой шляпки) жёлтый, у зрелых грибов приобретают тусклый тёмно-жёлтый или оливковый оттенок. При надавливании медленно синеет.
Споровый порошок оливково-коричневого цвета, споры размером 10—13×4—5 мкм.
Ножка цилиндрическая или сужающаяся к основанию, 3—10 см высотой и до 1 см толщиной, сплошная, волокнистая. Снаружи цвет ножки под шляпкой жёлтый, ближе к основанию бывает малиново-розоватый, красноватый, или красно-коричневый, с мелкими чешуйками.
Мякоть плотная, жёлтого цвета, на разрезе или изломе слегка синеет.

## Распространение
Растёт в лиственных лесах, среди невысокой травы или мха. Особенно предпочитает дубравы.
Известен в Европе, Северной Африке, встречается в Азии (на Дальнем Востоке), но повсеместно встречается редко.
Плодовые тела появляются в августе — сентябре. Обильного плодоношения практически не бывает, поэтому моховик красный собирают попутно с другими видами грибов.

## Сходные виды
Моховик красный очень похож на несколько недавно описанных родственных видов (все съедобны), от которых хорошо отличается наличием красных точек в мякоти нижней части ножки:
- Xerocomellus cisalpinus {Simonini et al.) Klofac
- Xerocomellus fennicus (Harmaja) Šutara
- Xerocomellus redeuilhii A.F.S.Taylor et al.
- Xerocomellus ripariellus (Redeuilh) Šutara

Такие же точки в мякоти ножки наблюдаются у Hortiboletus engelii (Hlaváček) Biketova & Wasser, отличающегося лишь более коричневой шляпкой.

## Употребление
Съедобный гриб, обладает приятным запахом, вкус невыразительный. Как правило, используется свежеприготовленным. При сушке темнеет.